# Prosopocera cantaloubei
Prosopocera cantaloubei är en skalbaggsart som beskrevs av Stefan von Breuning 1964. Prosopocera cantaloubei ingår i släktet Prosopocera och familjen långhorningar. Inga underarter finns listade i Catalogue of Life.